# ダラム伯爵
ダラム伯爵（英: Earl of Durham）は、イギリスの伯爵位。連合王国貴族。ジョン・ラムトンが1833年に叙されたのに始まる。

## 歴史
急進派の政治家として選挙法改正に尽くしたジョン・ラムトン(1792–1840)は、1828年1月29日に「ダラム州ラムトン城及びダラム市のダラム男爵(Baron Durham, of the City of Durham and of Lambton Castle in the County Palatine of Durham)」、ついで1833年3月23日に「ダラム伯爵(Earl of Durham)」と「ラムトン子爵(Viscount Lambton)」の爵位を与えられた。いずれも連合王国貴族爵位である。
玄孫の6代伯アンソニー・ラムトン(1922–2006)は、保守党の政治家として活躍していたため、政治家としてのキャリアアップに不利な貴族院議員になるのを忌避し、1970年2月に襲爵した際、同月のうちに爵位一代放棄を行って庶民院議員の地位を維持している。
2015年現在の当主はその息子である7代伯エドワード・ラムトン(1961-)である。

伯爵家の本邸はダラムのラムトン城。
一族の紋章に刻まれるモットーは『望む日はやって来る(Le Jour Viendra)』。

## 現当主の保有爵位
現当主である第7代ダラム伯爵エドワード・ラムトンは、以下の爵位を有する。
- 第7代ダラム伯爵(7th Earl of Durham)
（1833年3月23日の勅許状による連合王国貴族爵位）
- 第7代ラムトン子爵(7th Viscount Lambton)
（1833年3月23日の勅許状による連合王国貴族爵位）
- 第7代ダラム州ラムトン城及びダラム市のダラム男爵(7th Baron Durham, of the City of Durham and of Lambton Castle in the County Palatine of Durham)
（1828年1月29日の勅許状による連合王国貴族爵位）

## ダラム伯爵 (1833年)

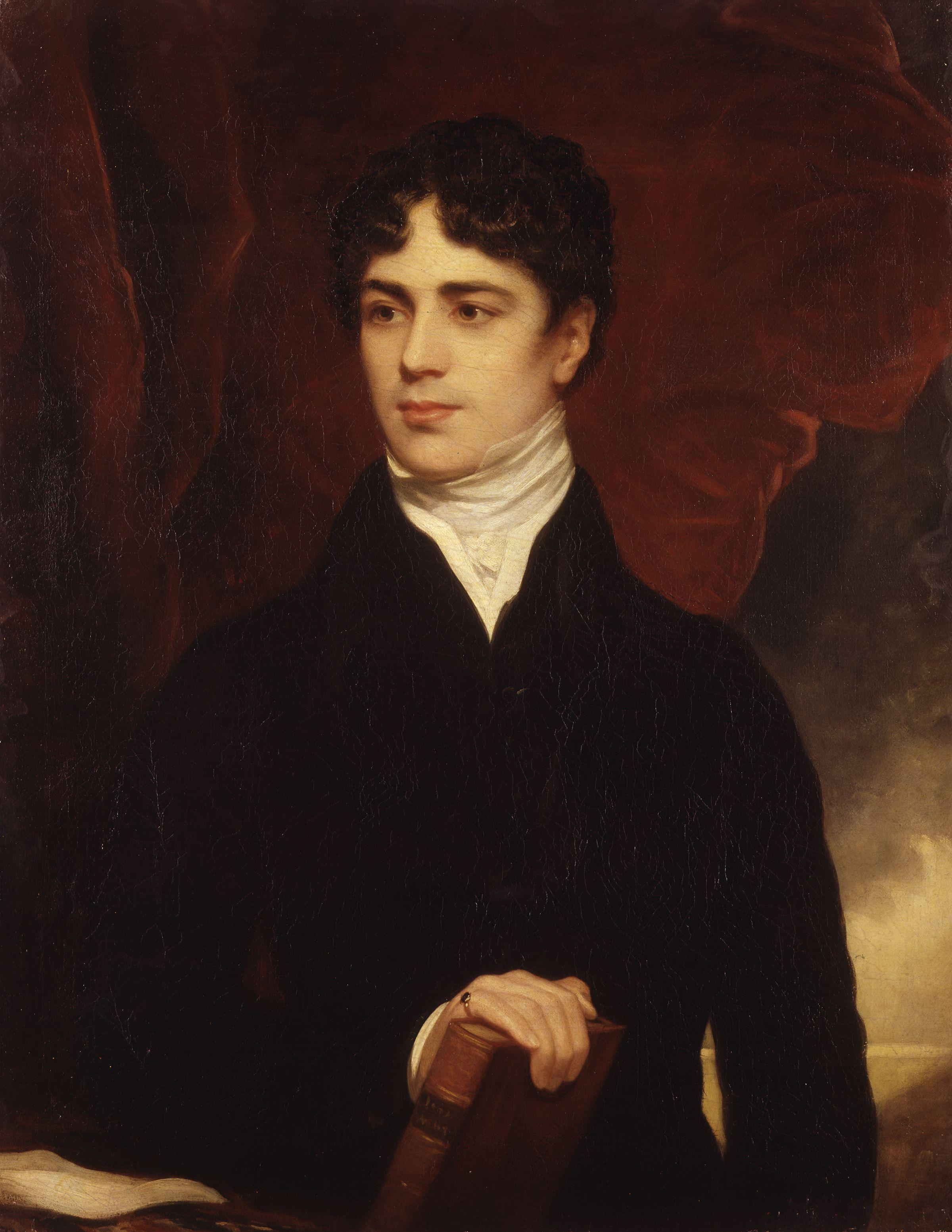
初代ダラム伯爵ジョン・ラムトン

- 初代ダラム伯爵ジョン・ジョージ・ラムトン (1792–1840)
- 第2代ダラム伯爵ジョージ・フレデリック・ダーキー・ラムトン（英語版） (1828–1879) ： 初代伯の息子
- 第3代ダラム伯爵ジョン・ジョージ・ラムトン（英語版） (1855–1928) ： 2代伯の長男。4代伯と双子
- 第4代ダラム伯爵フレデリック・ウィリアム・ラムトン（英語版） (1855-1929); 2代伯の次男。3代伯と双子
- 第5代ダラム伯爵ジョン・フレデリック・ラムトン（英語版） (1884–1970) ： 4代伯の長男.
- 第6代ダラム伯爵アンソニー・クロード・フレデリック・ラムトン（英語版） (1922–2006) ： 5代伯の次男。1970年に爵位一代放棄
- 第7代ダラム伯爵エドワード・リチャード・ラムトン（英語版） (1961-) ： 6代伯の一人息子
  - 爵位の法定推定相続人は、現当主の一人息子ラムトン子爵(儀礼称号)フレデリック・ラムトン(1985-)